# Parafia Ducha Świętego w Płocku
Parafia pw. Ducha Świętego w Płocku – rzymskokatolicka parafia należąca do dekanatu płockiego zachodniego, diecezji płockiej, metropolii warszawskiej. Parafia powstała 23 marca 1995 roku. Jej obecnym proboszczem jest ks. Zbigniew Jerzy Zbrzezny. 

## Miejsca święte

### Kościół parafialny
Kościół parafialny pw. Dobrego Pasterza zbudowany w latach 2000–2003. Mieści się przy ulicy Asnyka, na osiedlu Dobrzyńska.